# Косенко Василь Сергійович
Васи́ль Сергі́йович Косе́нко — солдат, Збройні сили України, учасник російсько-української війни.

## З життєпису
Народився 1993 року у селі Багате Новомосковського району.
Стрілець-помічник гранатометника, 39-й батальйон територіальної оборони «Дніпро-2».
11 липня 2014-го загинув під час обстрілу терористами зі стрілецької зброї блокпосту на північний захід від Кутейникового.
Похований в Багатому. Вдома лишилися батьки та брат. Після смерті, дівчина солдата Круть Яна дізналась, що встигла завагітніти. Народила дочку. Тривав процес із визначення батьківства.

## Нагороди
За особисту мужність і героїзм, виявлені у захисті державного суверенітету та територіальної цілісності України, вірність військовій присязі під час російсько-української війни
- нагороджений орденом «За мужність» III ступеня (4.6.2015, посмертно).